# Cristian Boldea
Cristian Boldea (n. 12 decembrie 1985, Timișoara, Caraș-Severin) este fotbalist român, care joacă pentru FC Blaubeuren pe postul de mijlocaș.

## Carieră
Boldea și-a făcut debutul în Liga I pe 19 iulie 2013, pentru ACS Poli Timișoara, învingându-i cu 2-0 pe rivalii de la Dinamo București.

## Legături externe
- Profil Oficial ACS Poli Arhivat în 6 august 2013, la Wayback Machine.